# Gato tonkinés

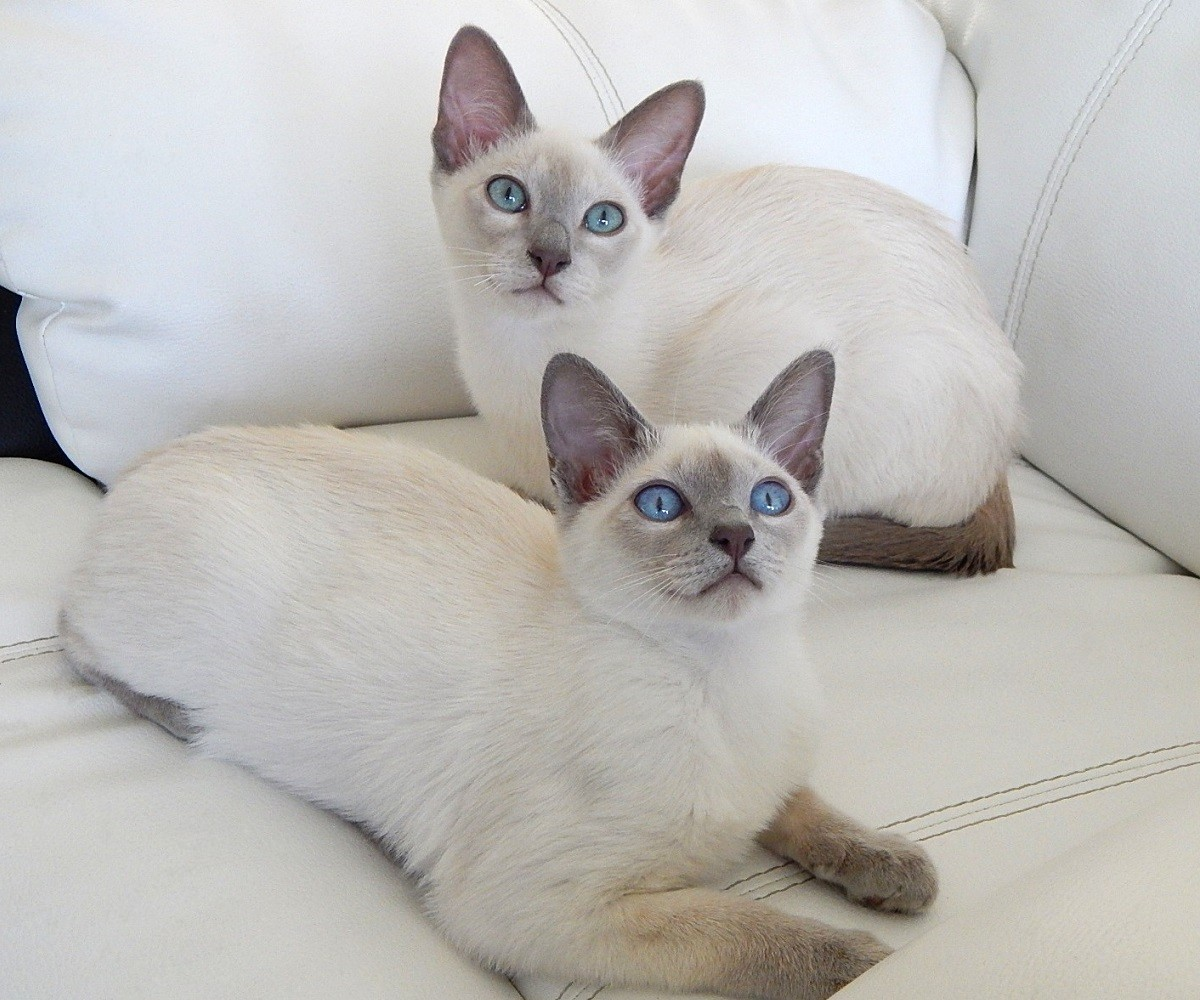
Gato tonkines

El gato tonkinés es una raza de gato resultado del cruce entre el gato siamés y el burmés.
- Lugar de origen: Canadá.
- Carácter: simpático, activo y cariñoso.

## Descripción
- Pelo: corto y marrón/negro.
- Color: extremidades, orejas, cola y morro marrones/negro. Cuello claro. En América se han encontrado gatos de esta especie de diferentes colores.
- Ojos: almendrados, azul verdosos.

## Origen
El Tonkinese fue desarrollado en los años 60 cruzando gatos siameses y birmanos. Aunque no se sabía en 1930 cuando fue llevada a los Estados Unidos, la madre de la raza birmana, Wong Mau, era un Tonkinese, lo que a finales del siglo XIX se había llamado un chocolate siamés.
El desarrollo de la Tonkinese surgió cuando la criadora Jane Barletta decidió crear un gato parecido al  siamés y  birmano 
Del gato siamés marrón y del birmano siempre saldrán cachorros del gato tonkinés. De una pareja de tonkineses siempre saldrán cachorros con características de las tres razas.
- Rasgos del gato siamés: maullido fino y fuerte.
- Rasgos del gato birmano: forma del cuerpo alargada y ancha.

La raza fue reconocida en Canadá en 1971 y recibió el reconocimiento completo en 1984.